# Шаманский, Анатолий Фёдорович
Анатолий Фёдорович Шаманский (9 ноября 1918, пос. Седаново, Иркутская область — 16 июля 1966, Сухуми) — советский лётчик-ас истребительной авиации во время участник Великой Отечественной войны, Герой Советского Союза (10.04.1945). Гвардии капитан. 

## Биография
Родился 9 ноября 1918 года в посёлке Седаново ныне Усть-Илимского района Иркутской области в семье крестьянина. Русский. Окончил 7 классов и школу ФЗУ. Работал модельщиком на заводе имени Куйбышева в Иркутске, затем шофёром, учился в аэроклубе. В рядах РККА с 1940 года. В 1942 году окончил Сталинградскую военную авиационную школу пилотов. Был отправлен на фронт.
На фронтах Великой Отечественной войны с мая 1942 года. Проходил службу на лётных должностях в 247-м истребительном авиационном полку (впоследствии переименованным в 156-й гвардейский истребительный авиационный полк). Служил лётчиком, старшим лётчиком, командиром звена, заместителем командира эскадрильи, командиром эскадрильи. Летал на самолётах Як-1, Як-7 и Як-9. Член КПСС с 1944 года.
Принимал участие в Великолукской, второй Демянской, Белгородско-Харьковской, Кировоградской, Корсунь-Шевченковской, Уманско-Ботошанской, Львовско-Сандомирской, Карпатско-Дуклинской, Висло-Одерской, Нижне-Силезской, Верхне-Силезской, Берлинской, Пражской наступательных операциях.
К моменту представления к званию Героя Советского Союза (19 января 1945 года) командир эскадрильи 156-го гвардейского истребительного авиационного полка (12-я гвардейская истребительная авиационная дивизия, 1-й гвардейский штурмовой авиационный корпус, 2-я воздушная армия, 1-й Украинский фронт) гвардии старший лейтенант Шаманский совершил 253 боевых вылета, провёл 61 воздушный бой, в которых сбил 16 самолётов противника и 1 в группе.
Командир эскадрильи 156-го гвардейского истребительного авиационного полка 12-й гвардейской истребительной авиационной дивизии 1-го гвардейского штурмового авиационного корпуса 2-й воздушной армии гвардии старший лейтенант Анатолий Фёдорович Шаманский 10 апреля 1945 года Указом Президиума Верховного Совета СССР удостоен звания Герой Советского Союза с вручением ордена Ленина и медали «Золотая Звезда» (№ 6088).
После войны продолжал службу в ВВС. По состоянию здоровья вследствие тяжёлых ранений переведён из истребительной авиации на транспортные самолёты. С 1954 года капитан Шаманский — в запасе. 
Жил в Сухуми. Умер 16 июля 1965 года. Похоронен на Михайловском кладбище города Сухуми, на его могиле установлена мраморная пирамида с фотографией Героя.

## Воздушные победы
К 9 мая 1945 года выполнено боевых вылетов — 291, проведено воздушных боёв — 62. Всего сбитых самолётов — 18 лично.
| Дата       | Противник | Место ведения воздушного боя | Свой самолёт |
| ---------- | --------- | ---------------------------- | ------------ |
| 08.07.1943 | 1 ФВ-190  | Тетеревино—Яковлево          | Як-1         |
| 16.07.1943 | 1 Ме-109  | Плоты                        | Як-1         |
| 16.07.1943 | 1 Ю-87    | Казачье                      | Як-1         |
| 04.08.1943 | 1 Ме-109  | Гриневка                     | Як-1         |
| 10.08.1943 | 1 Ме-109  | Циркуны                      | Як-1         |
| 06.09.1943 | 1 Ме-109  | западнее Борки               | Як-1         |
| 06.09.1943 | 1 Ме-109  | восточнее Новосёловка        | Як-1         |
| 07.10.1943 | 1 Ме-109  | Одинец                       | Як-1         |
| 20.10.1943 | 1 Ме-109  | севернее Пальмира            | Як-1         |
| 21.10.1943 | 1 Ме-109  | Воеводовка                   | Як-1         |
| 11.12.1943 | 1 Ме-109  | восточнее Ново-Михайловка    | Як-1         |
| 21.03.1944 | 1 Ю-87    | Ямполь                       | Як-1         |
| 15.04.1944 | 1 Хш-126  | западнее Думбрэвица          | Як-1         |
| 19.04.1944 | 1 Ме-109  | южнее Тыргу Фрумос           | Як-1         |
| 31.05.1944 | 1 Ме-109  | западнее Гелиешти            | Як-1         |
| 16.09.1944 | 1 Ме-109  | юго-восточнее Дукля          | Як-1         |
| 20.01.1945 | 1 Ю-87    | юго-западнее Любетько        | Як-1         |
| 20.01.1945 | 1 ФВ-190  | Любетько                     | Як-9         |

## Из воспоминаний
В Кубанском небе, где шла ожесточённая битва за господство в воздухе, случались и неудачи. Однажды подбитый самолёт Шаманского едва дотянул до аэродрома. Родные Шаманского говорят, что тогда он сменил имя Иван, данное ему при крещении, счёл его невезучим, и стал называться Анатолием.
Брат Шаманского, Василий Иванович Погодаев, также участник Великой Отечественной войны, пишет: «О боевых делах своих мне он рассказывал неохотно, но один из эпизодов поведал. Появился на их участке неуловимый немецкий лётчик-ас, он каждый день сбивал по нескольку наших бомбардировщиков, хотя они все шли под прикрытием истребителей. Немцы в листовках хвастались, что русским не по зубам их лётчик, сбивший 350 самолётов. Задание уничтожить немецкого лётчика получил Анатолий. В первый же день он увидел одинокого „мессера“. Набрав высоту, он зашёл с солнечной стороны и ударил из пушек и пулемётов по фрицу, но тот резко ушёл в пике. Карусель продолжалась до тех пор, пока не израсходовались боеприпасы. Немецкий лётчик сблизился с Анатолием крыло в крыло и поднял указательный палец — знак восхищения. Анатолий в ответ показал ему большой палец. Отсалютовав крыльями, они разошлись. На третий день, на рассвете, на достаточной высоте, брат вновь поджидал немца. Тот не заставил себя ждать. Преимущество Анатолия было в высоте. Зная, что у „мессера“ маневренность хуже „яка“, он бросил в пике свой ястребок и, не выходя из него, увидел, пролетающего над ним червового туза. Не раздумывая, брат ударил в пузо „мессера“. На его глазах самолёт фрица задымил и, переворачиваясь, стал падать. Анатолий балансировал над падающим самолётом, ждал, когда выпрыгнет с парашютом немецкий лётчик. Но тот, очевидно, был убит. За воздушным боем наблюдали и немцы, и наши. „Мессер“ упал на нашу территорию, поэтому уже на другой день документы были доставлены в штаб дивизии. Лётчик этот воевал в Испании, Франции, а в России нашёл себе могилу. Брата вызвал к себе комдив и вручил ему, снятый со своей груди, орден Красного Знамени».
Командир полка Герой Советского Союза гвардии майор С. А. Карнач, который написал в характеристике А. Ф. Шаманского: «Волевой командир. В воздушных боях ведёт себя храбро, мужественно. Умело руководит своими подчинёнными в воздухе и на земле. В воздушной обстановке ориентируется быстро и правильно».

## Награды
- Медаль «Золотая Звезда» Героя Советского Союза (№ 6088, 10.04.1945)[2];
- орден Ленина (10.04.1945);
- три ордена Красного Знамени (10.11.1943, 21.06.1944, 17.08.1944);
- орден Отечественной войны 2-й степени (24.07.1943);
- орден Красной Звезды (11.07.1943);
- медаль «За отвагу» (16.06.1943);
- медаль «За боевые заслуги» (15.11.1950);
- другие медали.

## Память
- Именем Героя названа улица города Братска.
- Стела и мемориальная доска Герою Советского Союза А. Ф. Шаманскому установлены в Братске на улице Шаманского. Автор проекта Л. А. Агеева. Установлены в 1983 году.
- Мемориальная доска в цеху, где работал Шаманский, на территории Иркутского завода тяжёлого машиностроения имени В. Куйбышева (ИЗТМ, город Иркутск, улица Октябрьской Революции, 1). Установлена на здании модельного цеха (цех № 16) к 40-летию Победы в Великой Отечественной войне в 1985 году.
- Имя Шаманского увековечено на мемориале Славы в Братске.
- Памятник Герою Советского Союза А. Ф. Шаманскому в городе Братске. Автор проекта В. М. Цеберяев, скульптор Г. П. Клеймёнов. Открыт в 2005 году в честь 60-летия Победы и 50-летия города.